# Ропавское
Ропавское (укр. Ропавське) — село в Борынской поселковой общине Самборского района Львовской области Украины.
Население по переписи 2001 года составляло 234 человека. Занимает площадь 0,5 км². Почтовый индекс — 82547. Телефонный код — 3269.